# Останній найманець (фільм, 2021)
«Останній найманець» — комедійний бойовик режисера Девіда Шархона за сценарієм Шархона та Ісмаеля Си Саване. У головній ролі фільму — Жан-Клод Ван Дамм, а також допоміжний акторський склад, до якого входять Албан Іванов, Асса Сілла та Самір Декацца. Він вийшов на Netflix 30 липня 2021 р.

## Синопсис
Таємничий колишній агент спецслужби повинен терміново повернутися до Франції, коли його син помилково звинувачується у незаконному обігу зброї та наркотиків.

## Зйомки
Режисером фільму став Давид Шарон, сценарій написав Ісмаель Сі Саване. У картині грають Жан-Клод Ван Дамм, Альбан Іванов, Асса Сілла, Самір Декацца. Прем'єра «Останнього найманця» відбулася 30 липня 2021 на стримінговій платформі Netflix. Усі зйомки «Парижа» відбувались у Києві.

## Актори
- Жан-Клод Ван Дамм — Рішар Брюмер
- Самір Декацца — Арші
- Олбан Іванов — Лазар
- Ерік Джудор
- Міу-Міу
- Асса Сілла
- Мішель Кремадес

## Український дубляж
- Юрій Гребельник — Рішар Брюмер
- Андрій Соболєв — Арші
- Максим Кондратюк — Лазар
- Юрій Ребрик — Поль
- Антоніна Якушева — Даліла
- Євген Пашин — Жуар
- Людмила Суслова — Маргарита
- Олександр Погребняк — Пітерз
- А також: Артем Мартинішин, Роман Молодій, В'ячеслав Хостікоєв, Василь Мазур, Людмила Петриченко, Дмитро Завадський, Юрій Кудрявець, Дмитро Тварковський, Олександр Солодкий, Петро Сова, Катерина Наземцева, Максим Кондратюк, Роман Солошенко, Марія Яценко, Олександр Чернов, В'ячеслав Дудко

Фільм дубльовано студією «Postmodern» на замовлення компанії «Netflix» у 2021 році.
- Перекладач — Надія Сисюк
- Режисер дубляжу — Людмила Петриченко
- Звукорежисер — Наталія Литвин
- Звукорежисер перезапису — Андрій Желуденко
- Менеджер проєкту — Юлія Кузьменко